# J-League Winning Eleven 2007 Club Championship
J-League Winning Eleven 2007 Club Championship è un videogioco a tema calcistico prodotto e sviluppato da Konami e pubblicato da Import il 2 agosto 2007.